# Ewald Bosse
Ewald Theodor Alfred Bosse (* 18. September 1880 in Stockholm; † 22. September 1956 in Voksenkollen bei Oslo) war ein norwegischer Volkswirt und Soziologe. Er versuchte ab 1927 eine human- und sozialwissenschaftlich fundierte „Arbeitslehre“ zu begründen, in deren Mittelpunkt eine rationale Anwendung der lebendigen Arbeitskraft stand.

## Leben
Ewald Bosse, Sohn des Verlagsbuchhändlers Johan Bosse (1836–1896) und seiner Ehefrau Anne-Marie Lehmann (1834–1894), schloss 1902 ein Studium der Rechtswissenschaft an der Universität Oslo mit dem juristischen Staatsexamen ab. 1903 heiratete er Margit Heltberg (1884–19??) und studierte sodann Volkswirtschaft, Soziologie und Philosophie in London, Paris und Kiel (am Institut für Weltwirtschaft), wo er 1914 promovierte.
Er war dort 1920–1926 (Honorar-)Professor für skandinavisches Wirtschaftsleben. Unter dem Einfluss von Ferdinand Tönnies wandte er sich danach verstärkt der Soziologie, zumal der Arbeitssoziologie zu. Zurück in Oslo, gründete und leitete Bosse ab 1938 das Institutt for Samfunnsforsking og Arbeidslære (Institut für Sozialforschung und Arbeitswissenschaft), das auch den emigrierten Deutschen Ernst Hugo Fischer und Heinz Maus ein Unterkommen bot. Nach dem deutschen Überfall auf Norwegen 1940 schloss er es.

## Werk
Ewald Bosses Hauptwerk besteht aus den drei 1927–1939 (in norwegischer Sprache) erschienenen Bänden Arbeidslæren [Arbeitslehre] mit den zeitbezogenen Schwerpunkten: Wirtschaft (genetische Analyse der wirtschaftlichen Arbeit, 1927), Recht (auf Arbeit, 1933) und Armut (als gesellschaftliches Phänomen, 1939). Hier entwickelte er im Zusammenhang mit seiner Option für einen genossenschaftlich-sozialdemokratischen Entwicklungspfad zur nicht-regulativen (neodestributiv-keynsianischen oder korporativ-faschistischen) Überwindung der Weltwirtschaftskrise der kapitalistischen Ökonomie verschiedene Typologien und Taxonomien eines „dritten Weges“ jenseits kapitalistischer Profit- und bürokratischer Kommandoökonomie zur Verwirklichung einer gesellschaftlichen Organisation des größtmöglichen Glücks möglichst vieler Menschen. Mit genetisch(-analytischem) Schwerpunkt im ersten Band, theoretisch (-sozialwissenschaftlich)em im zweiten und praktisch(-politisch)em im dritten präsentiert Bosse unter anderem (a) fünf Arbeitsformen („servistische“, „dependente“, „societäre“, „famulatorische“ und „parasitäre“); (b) zwei Arbeitslosigkeitformen („objektiv-strukturale“ und „subjektiv-personale“) und (c) vier Armutsursachen (sozialstrukturelle, ökonomische, politische und biologische).

## Rezeption
Ferdinand Tönnies machte bereits 1935 in Max Horkheimers Pariser Zeitschrift für Sozialforschung (zu dessen Unwillen) auf die Bedeutung Bosses aufmerksam. In Deutschland und dann während der deutschen Besatzung Norwegens 1940–45 wurde Ewald Bosses Rezeption nachhaltig abgebrochen. Seine Ideen zur Entwicklung einer sozial- und interdisziplinären Arbeitswissenschaft wurde jedoch 1988 von Irene Raehlmann in ihrer Bonner wissenschaftssoziologischen Dissertation erörtert und als „fast utopisch anmutende [...] gesellschaftspolitische Vorstellungen“ bewertet.

### Primärliteratur
- Norwegens Volkswirtschaft vom Ausgang der Hansaperiode bis zur Gegenwart, [Diss. Phil.], Jena 1916
- Der Einfluß des Krieges auf die Volkswirtschaft der nordischen Länder, Kiel 1920
- Af arbeidslæren
  - 1. Det ökonomiske arbeide. En genetisk analyse, Oslo 1927
  - 2. Retten til arbeide, Oslo 1933
  - 3. Fattigdommen som samfundsfenomenen, Oslo, 1939
- „Soziologie und Arbeitslehre“. In: Reine und Angewandte Soziologie. Eine Festgabe für Ferdinand Tönnies zu seinem 80. Geburtstag [...], Leipzig 1936

### Sekundärliteratur
- Ferdinand Tönnies, „Das Recht auf Arbeit“, in: Zeitschrift für Sozialforschung, Jg. 4, 1935, H. 1, S. 66–80 (auch in: Ferdinand Tönnies Gesamtausgabe, Bd. 22, Berlin/New York: de Gruyter 1998, S. 428–442)
- Heinz Maus, "Arbeitswissenschaft und Soziologie", in: Kölner Zeitschrift für Soziologie, 2. Jg. 1949/50, S. 23–40
- Irene Raehlmann, Interdisziplinäre Arbeitswissenschaft in der Weimarer Republik. Eine wissenschaftssoziologische Analyse, Opladen: Westdeutscher Verlag 1988 [Studien zur Sozialwissenschaft, Bd. 71]
- Kurzbiographie norwegisch